# Miraitowa và Someity
Miraitowa (tiếng Nhật: ミライトワ) là linh vật chính thức của Thế vận hội Mùa hè 2020, and Someity (tiếng Nhật: ソメイティ) là linh vật chính thức của Thế vận hội Người khuyết tật Mùa hè 2020. Sự kiện được tổ chức ở Tokyo, Nhật Bản, vào năm 2021. Thiết kế ca rô trên cả hai linh vật được lấy cảm hứng từ họa tiết ichimatsu moyo trên logo chính thức của Thế vận hội Tokyo 2020, trong khi thiết kế màu hồng của Someity được lấy cảm hứng từ hoa anh đào. Cả hai nhân vật hư cấu đều có nhiều siêu năng lực khác nhau, chẳng hạn như dịch chuyển tức thời.
Cặp linh vật do nghệ sĩ Nhật Bản Taniguchi Ryo tạo, và đã được chọn từ một cuộc lựa chọn diễn ra vào cuối năm 2017 và đầu năm 2018. Tổng cộng có 2.042 thiết kế ứng cử viên đã được gửi tới Ban Tổ chức Tokyo 2020, và có ba cặp thiết kế linh vật chưa được đặt tên đã chọn ra, trước khi chúng được công bố cho học sinh tiểu học Nhật Bản để đưa ra quyết định cuối cùng. Kết quả lựa chọn đã được công bố vào ngày 28 tháng 2 năm 2018 và các linh vật được đặt tên vào ngày 22 tháng 7 năm 2018. Miraitowa được đặt tên theo các từ tiếng Nhật có nghĩa là "tương lai" (未来 mirai) và "vĩnh cửu" (永久 towa), và Someity được đặt theo tên của anh đào Yoshino (ソメイヨシノ), một loại hoa anh đào.  Tên của Someity cũng lặp lại cụm từ tiếng Anh "so mighty" ("rất hùng mạnh"). Các linh vật đã giúp tài trợ cho Thế vận hội Tokyo thông qua các giao dịch mua bán và cấp phép.

## Lịch sử

### Quá trình lựa chọn và đặt tên
Vào cuối năm 2017 và đầu năm 2018, Ban Tổ chức Tokyo 2020 đã tổ chức một cuộc thi để xác định các linh vật cho thế vận hội. Tổng cộng có 2.042 thiết kế gửi lên đã được chấp nhận từ ngày 1 tháng 8 đến ngày 14 tháng 8 năm 2017. Các các thiết kế sau đó đã trải qua một loạt các đánh giá về định dạng và thiết kế do các chuyên gia truyền thông và Hội đồng lựa chọn linh vật của Ban Tổ chức chủ trì để xác định xem chúng "có hấp dẫn trẻ em tiểu học hay không" và liệu chúng có "phản ánh đúng tinh thần của Tầm nhìn Thế vận hội Tokyo 2020 hay không"
Giữa tháng 10 năm 2017, Ban Tổ chức công bố danh sách rút gọn gồm ba bộ ứng cử viên linh vật vào ngày 7 tháng 12 năm 2017. Mỗi bộ bao gồm hai linh vật: một cho Thế vận hội và một cho Thế vận hội Người khuyết tật. Từ ngày 11 tháng 12 năm 2017 đến ngày 22 tháng 2 năm 2018, một cuộc bầu chọn đã được tiến hành ở 16.769 trường tiểu học của Nhật Bản để chọn ra cặp chiến thắng, với mỗi lớp tiểu học tham gia được phân bổ một phiếu bầu. Tổng cộng có 205.755 lớp tiểu học tham gia bỏ phiếu, chiếm khoảng 75% số trường tiểu học ở Nhật Bản.
| Cặp linh vật    | Người thiết kế                       | Số phiếu nhận được | Thông tin |
| --------------- | ------------------------------------ | ------------------ | --------- |
| A (chiến thắng) | Taniguchi Ryo (tiếng Nhật: 谷口亮)   | 109.041            | [ 8 ]     |
| B               | Yano Kana (tiếng Nhật: 矢野花奈)     | 61.423             | [ 9 ]     |
| C               | Akimoto Sanae (tiếng Nhật: 秋本早苗) | 35.291             | [ 10 ]    |

Các linh vật được chọn không có tên đã được công bố vào ngày 28 tháng 2 năm 2018. Cặp chiến thắng là cặp ứng cử viên A, do Ryo Taniguchi tạo ra. Hội đồng lựa chọn linh vật đã tổ chức bỏ phiếu danh sách rút gọn các tên được đề xuất vào ngày 28 tháng 5 năm 2018, và những tên có nhiều phiếu bầu nhất đã trải qua quy trình xác minh nhãn hiệu trước khi chúng trở thành tên chính thức. Tên của các linh vật, Miraitowa và Someity, đã được công bố khi các linh vật ra mắt chính thức tại một sự kiện báo chí vào ngày 22 tháng 7 năm 2018.

## Đặc điểm

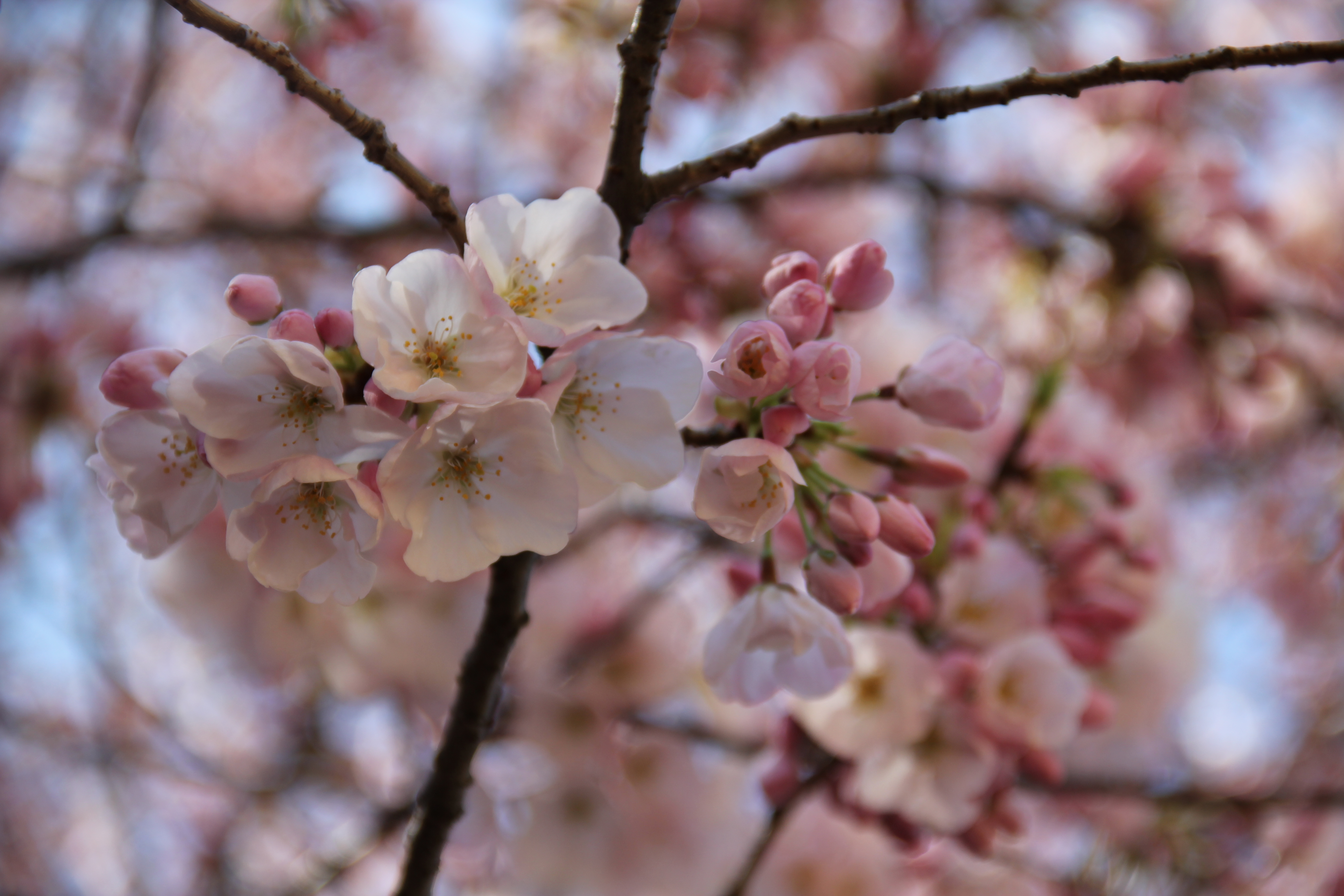
Hoa anh đào Yoshino (染井吉野), có tên trùng với linh vật Paralympic

Miraitowa, linh vật của Thế vận hội, là một hình có hoa văn ca-rô xanh lấy cảm hứng từ logo chính thức của Thế vận hội Tokyo 2020. Logo này sử dụng hoa văn ca-rô tương tự được gọi là ichimatsu moyo phổ biến trong thời kỳ Edo ở Nhật Bản, từ năm 1603 đến năm 1867. Mục đích của thiết kế này là nhằm thể hiện "cả truyền thống cũ và sự đổi mới mới". Nhân vật này có "ý thức mạnh mẽ về công lý" và được mô tả là "rất thể thao". Nó có khả năng dịch chuyển tức thời đến bất cứ đâu. Tên của Miraitowa là sự kết hợp của các từ tiếng Nhật "tương lai" (未来 mirai) và "vĩnh cửu" (永久 towa). Theo ban tổ chức Tokyo 2020, cái tên "được chọn với mục tiêu thúc đẩy một tương lai tràn đầy hy vọng vĩnh cửu trong trái tim của mọi người trên toàn thế giới".
Someity, linh vật của Thế vận hội Người khuyết tật, là một nhân vật có họa tiết ca rô màu hồng lấy cảm hứng từ hoa anh đào và cũng là biểu trưng chính thức của Thế vận hội. Nhân vật này được mô tả là "thường điềm tĩnh" nhưng có thể trở nên "rất mạnh mẽ khi cần thiết". Nhân vật có thể bay bằng cách sử dụng áo choàng ca rô và gửi tin nhắn thần giao cách cảm bằng cách sử dụng ăng-ten hình hoa anh đào của nó. Nó cũng có thể "nói chuyện với đá và gió" và di chuyển đồ vật bằng cách nhìn vào chúng. Someity được đặt theo tên của someiyoshino, một loại hoa anh đào, và nó cũng có ý ám chỉ cụm từ tiếng Anh "so mighty" ("rất hùng mạnh").
Mặc dù hai linh vật có tính cách trái ngược nhau nhưng họ vẫn có một tình bạn bền chặt và tôn trọng lẫn nhau. Theo bối cảnh hư cấu của họ, Miraitowa và Someity "sống trong thế giới kỹ thuật số", và thông qua Internet, họ có thể dịch chuyển bản thân giữa thế giới kỹ thuật số và thế giới thực. Theo Aoki Sadashige, giáo sư lý thuyết quảng cáo tại Đại học Hosei, các linh vật được tạo ra theo truyền thống Nhật Bản là "các nhân vật được cá nhân hóa từ thiên nhiên - núi, sông, động vật và thực vật", cũng như "truyền thống thuyết vật linh, niềm tin rằng mọi thứ tự nhiên đều có linh hồn".

## Họa sĩ và thiết kế
Các linh vật được thiết kế bởi họa sĩ Nhật Bản Taniguchi Ryo, sống ở tỉnh Fukuoka, miền nam Nhật Bản. Taniguchi đã được cha mình, cũng là một họa sĩ minh họa, thuyết phục theo học nghệ thuật tại Đại học Cabrillo ở California. Ông đã từng minh họa sách giáo khoa tiếng Anh cho trẻ em Nhật Bản.
Taniguchi đã phát hiện ra cuộc thi linh vật của Tokyo 2020 trên Facebook vào tháng 2 năm 2017, và nảy ra ý tưởng tạo ra một nhân vật có đầu giống chiếc mũ chiến của samurai với hoa văn ichimatsu moyo trên logo chính thức của Tokyo 2020. Sau khi tạo một bản phác thảo sơ bộ, Taniguchi đã làm lại thiết kế sau khi các yêu cầu ứng dụng chính thức của cuộc thi được công bố vào tháng 5 năm 2017. Khi thiết kế các linh vật, Taniguchi tập trung vào đôi mắt của linh vật để làm nổi bật đề xuất của mình.
Taniguchi không tham gia vào việc đặt tên cho các linh vật, mặc dù anh ấy đã tham dự một buổi chiếu giới thiệu các đề xuất đặt tên khác nhau. Là một phần của thỏa thuận sử dụng các linh vật, Taniguchi đã chuyển giao quyền sở hữu trí tuệ đối với các linh vật cho ủy ban Olympic và Paralympic, và do đó, ông sẽ không nhận được bất kỳ khoản tiền bản quyền nào từ việc cấp phép liên quan đến linh vật.

## Truyền thông

### Tiếp thị

Hai con gấu bông Miraitowa (giữa) được trưng bày tại một trung tâm mua sắm ở Hồng Kông

Các linh vật dự kiến sẽ tạo ra doanh thu để hỗ trợ tài chính cho Thế vận hội Tokyo. Một quan chức Olympic dự kiến các linh vật sẽ tạo ra doanh thu 130 triệu đô la (14,4 tỷ yên Nhật) từ việc cấp phép và bán hàng. Ban tổ chức Tokyo 2020 đã bị chỉ trích về vấn đề ngân sách. Theo Reuters, một nghiên cứu năm 2016 cho thấy tổng chi phí cho Thế vận hội có thể "gấp bốn lần so với ước tính ban đầu được đưa ra trong quá trình đấu thầu". Tokyo 2020 phải chuyển giao quyền sở hữu trí tuệ đối với các linh vật cho Ủy ban Olympic Quốc tế và Ủy ban Paralympic Quốc tế sau khi Thế vận hội kết thúc, và điều này sẽ ngăn Tokyo cấp phép và phát triển các linh vật sau khi Thế vận hội kết thúc.
Từ cuối tháng 7 đến đầu tháng 9 năm 2018, "Ngôi nhà linh vật" được đặt ở tầng một của tòa nhà Tokyo Midtown Hibiya, nơi du khách có thể chụp ảnh với các linh vật và mua hàng hóa có các linh vật được cấp phép. Ngày 11 tháng 7 năm 2019, Ban Tổ chức Tokyo 2020 đã công bố hàng hóa mới, với một số hàng hóa có hình các linh vật. Kể từ tháng 7 năm 2019, hàng hóa có thể được mua trực tuyến hoặc thông qua các nhà cung cấp được ủy quyền trên khắp Nhật Bản.
Những con búp bê nhồi bông của Miraitowa và Someity được gắn vào những bó hoa trao cho những người đoạt huy chương Olympic và Paralympic tại Tokyo 2020, với "áo giáp" có màu huy chương của vận động viên, như một phần trong thiết kế của Hội đồng Hoa Nippon.

### Robot
Ngày 22 tháng 7 năm 2019, Ban Tổ chức Thế vận hội Mùa hè 2020 đã thông báo rằng các robot tự động Miraitowa và Someity, cùng với các robot khác, dự kiến sẽ được đưa vào Thế vận hội. Theo Los Angeles Times, các robot được "lập trình để thể hiện nét mặt khi chúng vẫy tay và bắt tay với các vận động viên và người hâm mộ". Ban tổ chức Tokyo 2020 có kế hoạch sử dụng các linh vật với mục đích chủ yếu là để quảng bá Thế vận hội và chào đón du khách cũng như các vận động viên, nhằm tăng cường sự tương tác với trẻ em. Các robot cũng được giới thiệu trong sự kiện báo chí "1 Year to Go" vào ngày 22 tháng 7 năm 2019 tại một địa điểm tổ chức Olympic ở Tokyo. Các robot được đưa vào như một phần của một sự kiện báo chí khác vào ngày 18 tháng 11 năm 2019 tại một trường tiểu học của Nhật Bản. Đôi mắt của robot có thể thay đổi để hiển thị trái tim, cùng với các cảm xúc khác, đồng thời nhiều khớp và cánh tay của chúng có thể được điều khiển từ xa. Máy ảnh cho phép robot nhận dạng và phản ứng với nét mặt. Các robot được phát triển với sự hợp tác của Toyota.

### Hoạt hình
Ngày 22 tháng 7 năm 2019, tài khoản Twitter chính thức của Nhật Bản về Tokyo 2020 đã đăng một đoạn phim hoạt hình ngắn mô tả Miraitowa tham gia tất cả các môn thể thao sẽ tranh tài tại Thế vận hội. Ngày 25 tháng 8 năm 2019, Twitter này tiếp tục đăng một video hoạt hình tương tự có cảnh Someity tham gia Thế vận hội Người khuyết tật.

## Đánh giá

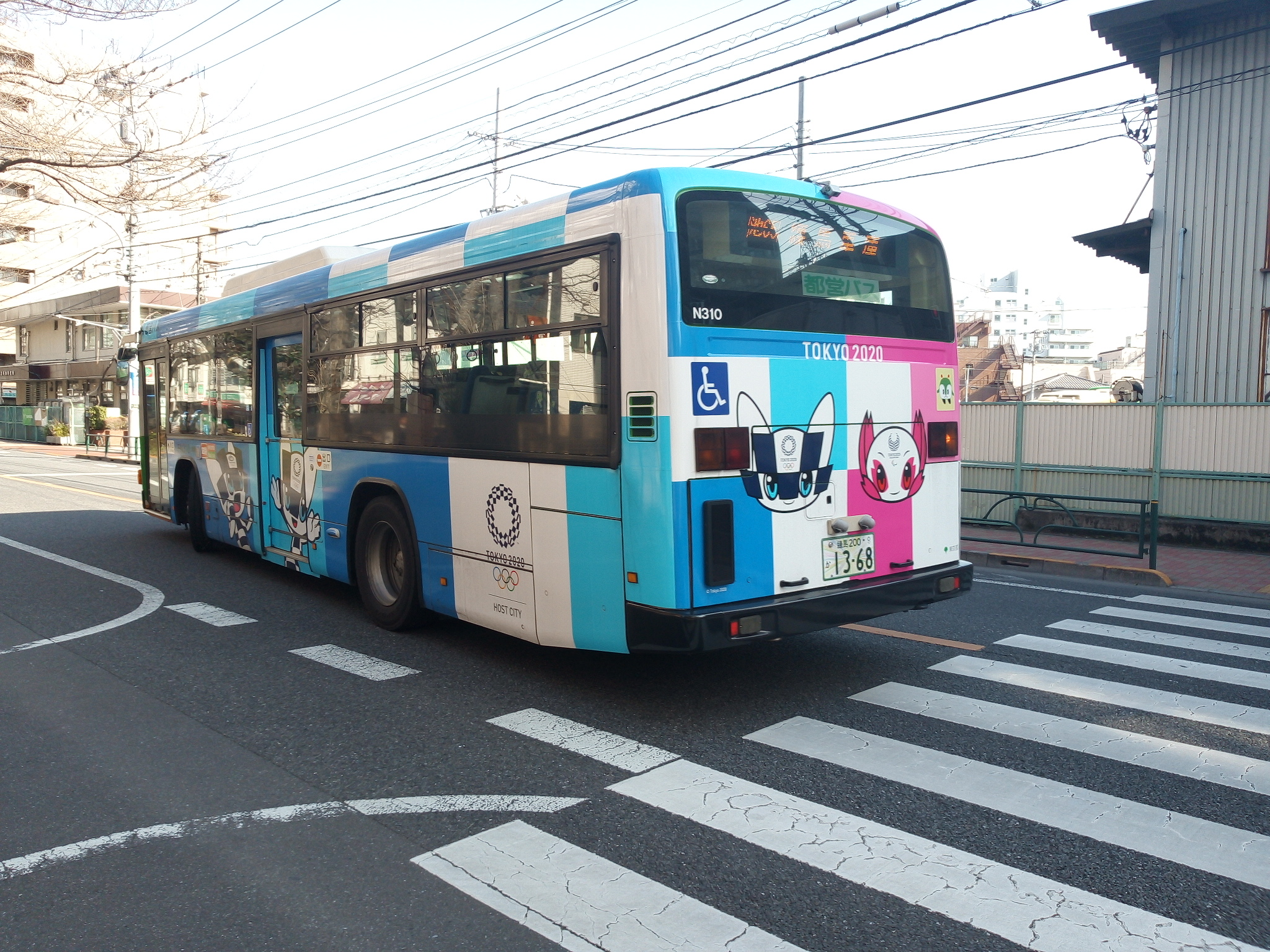
Miraitowa và Someity trên Toei Bus ở Tokyo

Phản ứng của công chúng đối với việc lựa chọn linh vật nói chung là "tích cực", theo một bài báo được đăng trên trang web của Forbes vào tháng 3 năm 2018 do cộng tác viên Jake Adelstein thực hiện. Adelstein mô tả các linh vật là "dễ thương", mặc dù ông nhận xét rằng "có một số lời chỉ trích về việc các nhân vật màu xanh và hồng của tương lai là rõ ràng đang rơi vào vai trò giới tính truyền thống". Adelstein suy đoán rằng các linh vật sẽ hỗ trợ tài chính cho Thế vận hội ở Tokyo. Nhiều nhà quan sát đã so sánh thiết kế của các linh vật với thiết kế của thương hiệu Pokémon và Digimon.  Một bài báo của AFP mô tả phản ứng của các phương tiện truyền thông xã hội đối với việc lựa chọn linh vật là "hỗn hợp". Một số người nhận xét rằng các linh vật "rất Nhật Bản và rất dễ thương", trong khi những người khác cho rằng các linh vật lẽ ra phải "tròn trịa hơn" hoặc "dễ ôm hơn". Các nhà bình luận khác nói rằng thiết kế được chọn "hấp dẫn trẻ em hơn trong khi người lớn thích những lựa chọn nhẹ nhàng và truyền thống hơn".
Dan McQuade đã viết trong một bài báo trên trang web tin tức thể thao Deadspin rằng Miraitowa và Someity sẽ khó có thể sánh được với sự nổi tiếng của Soohorang và Bandabi, linh vật của Thế vận hội Mùa đông 2018. Bài báo có trích dẫn tuyên bố từ BBC, đã viết rằng linh vật năm 2020 sẽ khó đuổi kịp hai linh vật trước, và The Japan Times, đã viết trong một tiêu đề rằng sự thành công của Soohorang và Bandabi "khiến Nhật Bản rơi vào tình thế khó khăn". James Dator, trong một mục blog đăng trên trang web tin tức thể thao SB Nation, đã viết rằng "không có gì sai về mặt chức năng" với thiết kế linh vật, nhưng cảm thấy rằng cặp C của Akimoto Sanae là một ứng cử viên sáng giá và lẽ ra nên được chọn để thay thế. Dator cũng lập luận rằng trẻ em không nên là người đưa ra quyết định cuối cùng. Mặt khác, Ogi Naoki, một chuyên gia sư phạm Nhật Bản, nhấn mạnh tầm quan trọng về vai trò của trẻ em trong việc lựa chọn linh vật, trái ngược với người lớn. Tác giả Nhật Bản Suzuki Rurika nói rằng các linh vật có "phẩm chất rất giống phim hoạt hình Nhật Bản ", mô tả chúng là "rực rỡ, thể thao và hoàn hảo cho Thế vận hội".
Trong một bài báo đăng trên The New York Times vào ngày 27 tháng 7 năm 2021, Mike Ives và Hikari Hida nhận xét rằng, mặc dù tầm quan trọng điển hình của các linh vật trong quảng cáo Nhật Bản, các linh vật đã có một sự hiện diện "kém bình thường" tại Thế vận hội Tokyo, và "theo người hâm mộ và các chuyên gia nghiên cứu ngành công nghiệp linh vật của đất nước, công chúng Nhật Bản cũng không say mê chúng". Ives và Hida mô tả một phàn nàn phổ biến là tên của các linh vật, Miraitowa và Someity, rất khó nhớ. Bài báo dẫn lời một bà mẹ tên Yuki Fuka nhận xét: "Trong vòng xoáy của tất cả những tranh cãi về Olympic, tôi nghĩ rằng các linh vật đã bị lãng quên ở đâu đó trong quá trình [...] Thế vận hội mới bắt đầu và sự tồn tại của chúng đã là một suy nghĩ muộn màng." Theo Jillian Rae Suter, giáo sư tin học tại Đại học Shizuoka, "Chúng không bị ghét bỏ, về mặt thiết kế. Chúng dường như có chức năng. Chúng dường như đang làm rất tốt [...] Nhưng dường như không có nhiều đam mê đối với họ." Vì Miraitowa và Someity không xuất hiện trong lễ khai mạc Thế vận hội Mùa hè 2020, một người dùng mạng xã hội có tên Suekichiiii đã đăng một bức ảnh phổ biến trên Twitter, mô tả họ đang xem buổi lễ ở nhà.